# Spoorwegpoort (Kaliningrad)
Spoorwegpoort (Duits: Eisenbahn Tohr, Russisch: Железнодорожные ворота, Zjeleznodorozjnyje vorota) is een van de zeven bewaard gebleven stadspoorten van de Russische stad Kaliningrad (het voormalige Pruisische Koningsbergen). De poort bevindt zich letterlijk onder de Gvardejskij prospekt in de nabijheid van het Monument van de 1200 gardesoldaten. De poort is gebouwd in sobere neogotische stijl en heeft twee portalen met spitsbogen.
De poort werd gebouwd tussen 1866 en 1869 als een deel van de stadsomwalling die op dat moment gemoderniseerd werd. De poort diende voor de spoorlijn van Koningsbergen naar Pillau (nu Baltijsk). De poort werd gebouwd naar het ontwerp van de Pruisische generaal en vestingsbouwkundige Ernst Ludwig von Aster, die ook de plannen voor de Koningsbergse stadsomwalling in zijn geheel opgesteld had.
Aan het begin van de 20e eeuw werden de stadswallen van Koningsbergen gedeclasseerd en grotendeels ontmanteld. Het gedeelte van de stadsvallen in de buurt van de Spoorwegpoort werd echter gebruikt om een nieuwe straat aan te leggen, de Deutschordenring (huidige Gvardejskij prospekt). Daardoor is de poort letterlijk onder de rijbaan komen te liggen, en lijkt het nu eerder op een tunnel dan op een poortgebouw.
Na de Tweede Wereldoorlog werd de oude spoorlijn naar Pillau binnen Kaliningrad verlegd, zodat het traject dat door de poort liep, niet meer bereden werd. Toch bleven de sporen nog tot in de late jaren negentig liggen. Later zijn ze door een wandelpad vervangen.